# Polemon II
Polemon II, właśc. Gajusz Juliusz Polemon II Filogermanik Filopatris (gr.: Πολέμων, Polémōn) (zm. 69? n.e.) – król Tracji z braćmi Remetalkesem III i Kotysem IX w latach 19-38, król Pontu w latach 38-64 oraz Bosporu w latach 38-39.

## Rodzina
Polemon II należał do trackiej dynastii sapejskiej. Ojcem jego był Gajusz Juliusz Kotys VIII, król Tracji, a matką Antonia Tryfena, córka Marka Antoniusza Polemona I Eusebesa Sotera, króla Małej Armenii, Pontu i Bosporu oraz Pytodoris Filometor. Dzięki babce macierzystej był spowinowacony z dynastią julijsko-klaudyjską. Pytodoris była bowiem córką Pytodorosa z Tralles i Antonii, córki rzymskiego triumwira Marka Antoniusza oraz siostry przyrodniej Antonii Młodszej, babki cesarza rzymskiego Kaliguli.
Odziedziczył nazwisko rodowe Gajusz Juliusz po ojcu i dziadku Remetalkesie I, który otrzymał obywatelstwo rzymskie.  Po zabójstwie ojca mieszkał z matką i rodzeństwem w Rzymie. Kształcił się i wychowywał razem z przyszłym rzymskim cesarzem Kaligulą. Polemon przebywał na dworze kuzynki Antonii Młodszej. Antonia była bardzo wpływową kobietą nadzorującą krąg różnych książąt i księżnych. Jej krąg brał udział w politycznym zachowywaniu granic cesarstwa rzymskiego i spraw państw zależnych od Rzymu.

## Rządy w Poncie
Cesarz rzymski Tyberiusz postanowił zająć się dziećmi Kotysa VIII, zamordowanego w 18 r. Przywrócił im królestwo trackie wraz z ich tymczasowym opiekunem Trebellenusem Rufusem, byłym rzymskim pretorem. W 19 r. Polemon II otrzymał z braćmi południową część Tracji, a północną kuzyn i szwagier Remetalkes II. W 38 r. Kaligula, nowy cesarz rzymski, zadbał o dojrzewających synów Kotysa VIII. Najstarszemu Gajuszowi Juliuszowi Remetalkesowi III wyznaczył Trację, najmłodszemu Gajuszowi Juliuszowi Kotysowi IX przyznał Małą Armenię. Kaligula później dodał mu zapewne Sofene.
W 38 r. Polemon II otrzymał od cesarza Pont oraz Bospor Kimmeryjski. W królestwie bosporańskim nigdy nie rządził, ponieważ panowała nad nim jego siostra Gepaepyris od 37 r. W Poncie rządził wraz z matką Antonią Tryfeną, która była tam królową od śmierci matki w 33 r. Od 55 r., kiedy zmarła Tryfena, zaczął panować samodzielnie. Na podstawie swojego imienia zmienił nazwę miejscowości Fanizan na Polemonium (ob. Fatsa w Turcji).

## Aneksja Pontu przez Rzym
Za panowania Nerona, cesarza rzymskiego, doszło do zmian w Poncie. W 64 r. królestwo zostało definitywnie przyłączone do imperium rzymskiego i wcielone do prowincji Galacji. Aneksja miała być podobno dokonana za zgodą Polemona II. Nie wiadomo co się działo dalej z byłym królem. Z żoną Julią Mamają, zapewne księżniczką z Emesy, miał dwóch synów: Remetalkesa i Polemona.